# Armada peruana
La Marina de Guerra del Perú és l'òrgan d'execució del Ministeri de Defensa del Perú, encarregat de la defensa marítima, fluvial, i lacustre. Forma part de les Forces Armades del Perú i com a tal integra el comandament conjunt de les Forces Armades del Perú.

## Història naval

### Independència (1821)

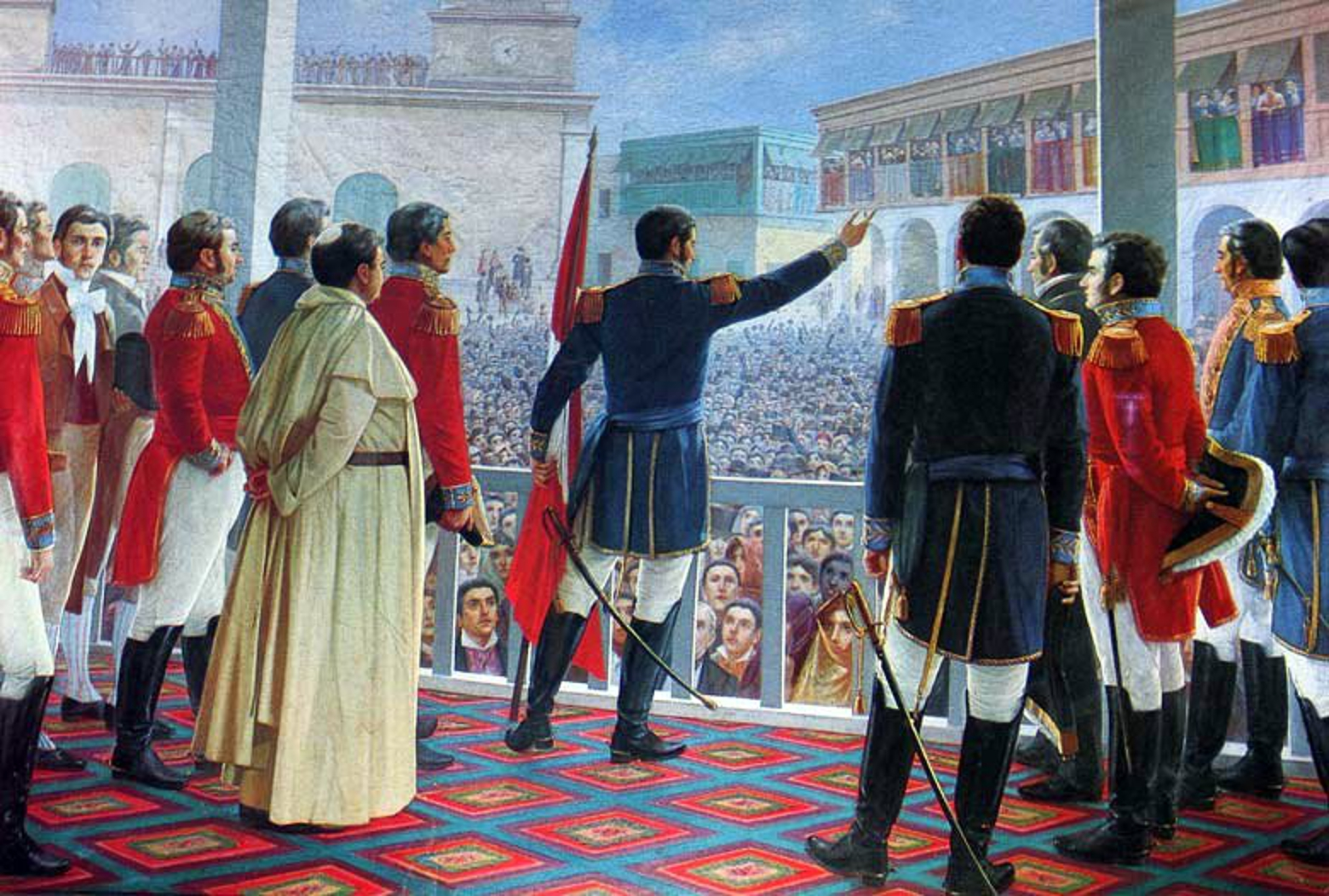

Durant l'època de la Independència, el mar va ser el camí pel qual les forces alliberadores van arribar a territori peruà i van posar en escac a les forces realistes per aconseguir finalment la independència del Perú.
Tanmateix, el planejament d'aquesta operació marítima, la més important realitzada fins llavors a aigües del Pacífic sud-americà, va tenir els seus antecedents alguns anys abans. Per mantenir la independència aconseguida tant a l'Argentina com a Xile, es requeria fer el mateix en el Perú, i per això les forces independentistes al comandament de José de San Martín, tenien clar que per posar en escac al nucli del poder espanyol assentat al Perú, s'hauria de portar les forces pròpies per via marítima, però prèviament assolint el control del mar. Ja des del 1816, corsaris de Buenos Aires i xilens havien fet diverses incursions contra ports peruans, i el 1819 l'almirall Cochrane, marí britànic al servei de la causa llibertària, per ordres de San Martín va efectuar dues expedicions sobre la costa peruana atacant amb èxit al port del Callao, aconseguint pràcticament amb això neutralitzar les forces navals realistes.
A Xile, es va constituir una expedició d'alliberament, l'esquadra, sota comandament de Cochrane, estava conformada per vuit vaixells de guerra i divuit transports que portaven a bord uns 4,500 soldats. Aquesta força naval va salpar de Valparaíso el 20 d'agost del 1820, i va arribar al seu destí escollit, a la badia de Pisco, al sud de Lima, el 7 de setembre, desembarcant el 8 i iniciant les seves operacions terrestres en despatxar una columna de l'exèrcit patriota cap a l'interior del país.
Després, el cos principal d'aquest exèrcit expedicionari es va desplaçar el 26 d'octubre del 1820 per mar cap al nord de Lima, establint la seva base d'operacions a la ciutat de Huaura. Des d'allà s'aconseguiria que els realistes abandonessin la capital el 6 de juliol de 1821, per després ingressar San Martín amb el seu exèrcit i ocupar la ciutat, on es va proclamar la independència del Perú el dia 28 del juliol.
Tanmateix, tot i que la capital es trobava en mans de les forces patriotes, això no passava amb el port del Callao, que fins i tot fins a setembre va haver de romandre sota domini realista. Pel que fa a l'establiment de la institució naval de la República del Perú, el govern constituït sota el protectorat del general San Martín, va encarregar al capità de navili Martín Jorge Guisi, d'origen britànic, la tasca d'organitzar una marina de guerra, nomenant com el seu primer Comandant General. La naixent Armada va heretar l'establiment terrestre i portuari del Departament Marítim del Callao, adoptant les ordenances navals espanyoles, excepte pel que fa a les normes disciplinàries a bord, que van ser les britàniques.
La primera nau a enarborar el pavelló nacional va ser la goleta Sacramento, capturada el 17 de març del 1821 pels germans Victoriano i Andrés Cárcamo, i rebatejada Castelli. Al setembre es van incorporar els bergantins Belgrano i Balcarce, que havien servit a la causa realista sota el nom de Guerrero i Pezuela. Al novembre es va sumar a l'esquadra la corbeta Lima; a principis de 1822 ho va fer la goleta Macedonia, i després el bergantí Coronel Spano i finalment la fragata Protector, que havia servit al rei sota el nom de Prueva.
La funció inicial de l'Armada Peruana va ser bloquejar els ports del sud, zona encara ocupada pels realistes i sobre la qual San Martín havia concebut una operació que es va iniciar el 15 d'octubre del 1821, enviant a la corbeta Lima i als bergantins Balcarce i Belgrano per establir el control de la costa entre Cobija i Nazca. Tanmateix, aquests vaixells no donaven l'abast per complir la missió, fet al qual es va sumar el desconeixement del bloqueig per part de les naus estrangeres, el que va dificultar la tasca encomanada. Mentrestant, a finals del 1821 s'havia realitzat la denominada primera expedició als ports intermedis, capturant l'esquadra peruana el port d'Arica. El 1823, el govern de José de la Riva-Agüero va encarregar el comandament de l'Armada al capità de navili José Pascual de Viver, secundat per Guisi al capdavant de l'Esquadra, qui ostentava ja el grau de contraalmirall. Tots dos es van encarregar de planificar la segona campanya dels ports intermedis.
Posteriorment, el febrer del 1824, el Callao va ser reprès per les forces realistes, el que va comportar haver d'estendre el bloqueig cap al port de Chancay. L'esquadra peruana va mantenir un llarg bloqueig en el Callao per espai de gairebé dos anys, temps en el qual es van produir diverses incursions i un enfrontament amb l'esquadra realista. Tot i que les hostilitats van cessar amb la capitulació espanyola després del triomf de l'exèrcit patriota en la batalla d'Ayacucho el 9 de desembre del 1824, encara hi havia al Castell del Real Felipe un grapat de realistes sota comandament del general espanyol Ramón Rodil, qui finalment posaria fi a la resistència realista el gener del 1826, en rendir-se els realistes a les forces patriotes, posant fi d'aquesta manera als darrers vestigis de la dominació espanyola en el Perú.

### La guerra amb la Gran Colòmbia (1828-1829)

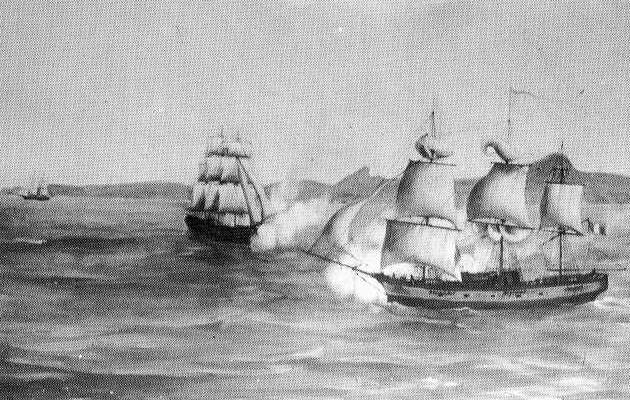

El primer conflicte internacional al qual la naixent República del Perú es va haver d'enfrontar, va ser contra la Gran Colòmbia, degut al reclam d'aquesta nació dels territoris de Jaén i Maynas, legítimament pertanyents al Perú des d'abans de la independència. La declaració de guerra per part de la nació grancolombiana es va donar el 3 de juliol del 1828, el Govern peruà va allistar les seves forces terrestres i navals.
Pel que fa a la campanya naval, la primera trobada d'aquest conflicte es va produir l'agost de 1828, quan a la corbeta Libertad, sota comandament del capità de corbeta Carlos García del Postigo, es trobava en aigües internacionals davant del Golf de Guayaquil, amb la finalitat de controlar i interceptar les naus que entressin o sortissin d'aquest port. El 31 d'agost del 1828, les naus colombianes Pichincha i Guayaquileña van atacar la corbeta peruana enfront de Punta Malpelo, sent rebutjades i obligades a retirar-se amb grans pèrdues a bord.
Després, les forces peruanes van establir el bloqueig a Guayaquil i sobre la costa grancolombiana des de Tombes fins a Panamà. L'esquadra nacional, sota comandament del vicealmirall Jorge Martín Guisi, es va dirigir a Guayaquil, i va realitzar diverses incursions abans d'atacar les defenses d'aquesta ciutat riberenca, els dies 22 al 24 de novembre del 1828. En aquesta acció es va aconseguir batre les defenses i silenciar bona part de l'artilleria enemiga, però la nit del 23 al 24, la fragata Presidente va encallar, i els defensors van aprofitar la situació per atacar. L'endemà va pujar el nivell de les aigües, i la fragata va tornar a la superfície, però un tret enemic va tocar de ple al vicealmirall Guisi, que va morir poc després. El comandament de l'esquadra va ser assumit pel tinent primer José Boterín, qui va continuar el setge sobre la plaça enemiga, la qual finalment es va rendir el 19 de gener del 1829. Després d'aquesta acció la corbeta Arequipeña i el bergantí Congreso van fer una incursió sobre Panamà, aconseguint rescatar una de les naus mercants capturades pels colombians.
Guayaquil romandria ocupat per forces peruanes fins al 21 de juliol del 1829. Aquest conflicte conclouria després de la signatura de l'Armistici de Piura signat el 10 de juliol del mateix any.

### La guerra entre la Confederació Peruana-Boliviana i Xile (1836-1839)

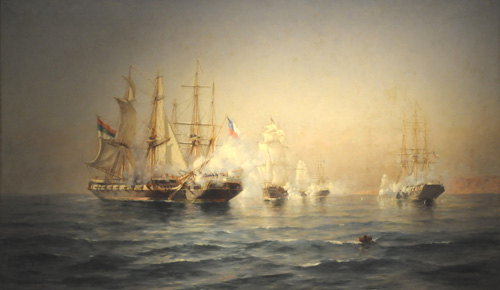

Durant l'època virregnal, el territori que constituïa l'audiència de Charcas o l'Alt Perú, dependent en un primer moment del Virregnat del Perú, des del 1776 va passar a formar part del virregnat de Buenos Aires. Aquest territori va ser independitzat el 1826, naixent la República de Bolívia. Anys més tard, sorgiria un projecte polític ambiciós. El seu propulsor principal va ser el mariscal bolivià Andrés de Santa Cruz, que propugnava la creació d'un estat confederat sobre la base dels territoris del Perú i Bolívia, històricament units per diversos llaços, especialment econòmics. Aquesta integració buscava entre altres coses restaurar els antics circuits mercantils establerts en ambdós territoris des de temps ancestrals, així com promoure una política de lliure comerç amb l'estranger. Després d'un intens període de crisi política, la Confederació va quedar establerta el 1836, conformada per tres estats confederats: l'Estat Nord Peruà, l'Estat Sud Peruà, i Bolívia.
La conformació d'aquesta nova nació, va tenir important acollida en els departaments del sud peruà en poder beneficiar-se del lliure comerç, però en canvi no va ser ben rebuda per les elits de Lima i del nord peruà, que tradicionalment havien mantingut un intercanvi comercial tancat amb Xile, país que al seu torn va veure a aquesta confederació com una amenaça per als seus interessos econòmics. Les accions navals per part de l'Armada de Xile no es van fer esperar: el 21 d'agost del 1836 va arribar al Callao el bergantí de guerra xilè Aquiles, en el que se suposava una visita de bona voluntat. Tanmateix, aprofitant l'estat de desarmament en què es trobaven els vaixells de guerra peruans en l'ancoratge, per les lluites internes dels anys precedents, aquesta mateixa nit va dur a terme un sorprenent atac que li va permetre capturar la barca Santa Cruz, el bergantí Arequipeño i la corbeta Peruviana. Es va iniciar així la guerra entre Xile i la Confederació Peruana-Boliviana.
La primera fase d'aquesta guerra va haver de definir-se al mar, i va ser per això que un bàndol i l'altre van intentar aconseguir-ne el control. En el cas de la Confederació, aquesta fase de la campanya va estar en mans de l'Armada Peruana, la flotilla composta per les corbetes Socabaya i Confederación i el bergantí Congreso va salpar el novembre del 1837 amb la finalitat de fer incursions sobre territori enemic. Primerament van atacar les illes de Juan Fernández, on van rendir a la guarnició que tenia al seu càrrec el presidi i van alliberar els presos polítics, per després bombardejar els ports xilens de Talcahuano, Huasco i San Antonio, arribant també a desembarcar la infanteria de marina a San Antonio i a Caldera.
Per la seva banda, el govern xilè i els peruans opositors de la Confederació van preparar una expedició que sota el comandament de l'almirall Manuel Blanco Encalada va desembarcar al sud peruà i va avançar sobre Arequipa. Després de romandre en aquesta ciutat durant més temps la força expedicionària de Blanco Encalada va ser obligada a rendir-se, pel mariscal Santa Cruz, signant el Tractat de Paucarpata el 17 de novembre del 1837 i salpant amb destinació al seu país. El tractat va ser posteriorment repudiat pel govern xilè, que va enviar un esquadró compost per cinc vaixells de guerra al comandament del marí britànic Roberto Simpson per fustigar la costa peruana. A aquestes naus li va sortir a la trobada als afores del port peruà d'Islay un esquadró peruà format per la corbeta Socabaya i els bergantins Junín i Fundador a ordres del capità de fragata Juan José Panizo. Simpson va intentar destruir aquesta força naval el 12 de gener del 1838, però Panizo va aconseguir maniobrar intel·ligentment durant diverses hores aconseguint posar fora de perill a les seves naus davant un enemic superior en nombre i força. Aquella acció, coneguda com el Combat Naval d'Islay, va ser un triomf peruà, que va concloure amb la retirada dels vaixells xilens.
Tanmateix al llarg de l'any, Xile va aconseguir obtenir el control del mar i al setembre va estar en condicions de despatxar una nova i poderosa expedició restauradora amb 5.400 soldats sota el comandament del general Manuel Bulnes. Les forces de Bulnes, reforçades pels peruans opositors a Santa Cruz, entre els quals estaven Gamarra i Castilla, van aconseguir derrotar a Orbegoso, a l'agost; i després a Santa Cruz en la decisiva batalla de Yungay, el 20 de gener del 1839. Vuit dies abans, el 12 de gener del 1839, l'esquadró naval xilè al comandament de Simpson i alguns vaixells que havien transportat a l'expedició del general Bulnes van ser atacats en el port de Casma per l'esquadra confederada formada per la corbeta Edmond, la barca Mexicana, el bergantí Arequipeño i la goleta Perú, sota les ordres del marí francès Juan Blanchet. L'acció va durar diverses hores, Blanchet va morir i es va perdre l'Arequipeño, però es causaren considerables pèrdues a les naus xilenes. Pel que fa a la Confederació, després de la retirada i dimissió de Santa Cruz després de la derrota dels confederats enfront de les tropes restauradores a la batalla de Yungay, la seva existència va concloure amb la seva dissolució, donant pas a un govern restaurador liderat per Agustín Gamarra.

### La introducció de la propulsió a vapor

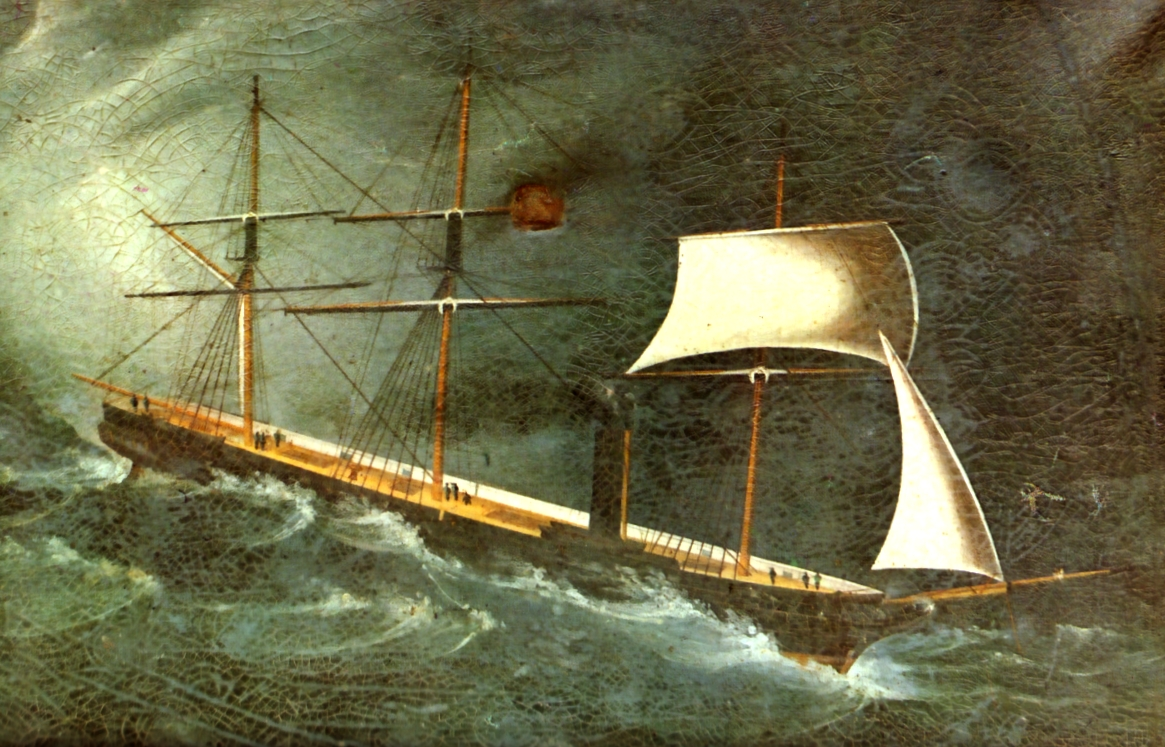

L'explotació a gran escala dels dipòsits de guano de la costa peruana va facilitar l'estabilització dels governs peruans des de finals dels anys quaranta fins a principi dels anys setanta del segle xix. Entre els que més atenció van brindar a l'armada en aquest període hi ha el Mariscal de camp Ramón Castilla i el General Rufino Echenique, que van convertir el Perú en una potència naval a través d'un agressiu programa d'adquisicions.
Entre aquestes naus mereixen destacar-se la fragata Mercedes, que va ser la primera nau de guerra que va adquirir Castilla, i després el Rímac, primer vaixell de guerra a vapor en aigües sud-americanes, construït als Estats Units d'Amèrica, i que va arribar al Callao el 27 de juliol del 1848. Les fragates Callao i Amazonas van ser encarregades a Anglaterra durant la dècada següent. També es van adquirir altres naus de guerra i transports, fins al punt que l'esquadra peruana va arribar a ser la més important d'Amèrica del Sud en aquelles dates.
Tanmateix, un fet lamentable va vestir de dol a l'Armada, quan la fragata Mercedes va naufragar enfront de Casma el 2 de maig del 1854. Aquell terrible accident, que va costar la vida de més de 800 persones, va deixar una magnífica lliçó de valor més enllà del compliment del deure, quan el comandant, capità de navili Juan Noel va preferir enfonsar-se amb la seva nau abans d'abandonar-la en tan difícil situació, i amb una gran quantitat de gent que hi havia encara a bord.
Un altre dels esdeveniments d'importància havia tingut lloc alguns anys abans. La troballa d'or a la costa californiana dels Estats Units, va provocar una massiva migració d'aventurers a la recerca de tan valuós metall, els que arribaven en quantitat per via marítima. Molts d'aquests vaixells no només desembarcaven els seus passatgers, sinó que també perdien a bona part o fins i tot a tota la seva tripulació atreta per l'anomenada "febre de l'or". El 1848, alguns vaixells peruans es trobaven abandonats a San Francisco, pel que els seus propietaris van sol·licitar al govern que s'enviés una nau de guerra amb la finalitat de protegir els seus interessos. Va ser així quan el bergantí General Gamarra, sota el comandament del capità de fragata José María Silva Rodríguez, va ser enviat a San Francisco, on va romandre gairebé deu mesos. Durant la seva estada en aquest port es va produir un gran desordre en terra que les autoritats locals no van poder sufocar, i van haver de demanar ajuda als vaixells de guerra estrangers ancorats a la badia. Per aquest motiu, un destacament armat va desembarcar del Gamarra, i va ajudar a posar ordre a la ciutat.

### Viatge al voltant del món de la fragata Amazonas
El 25 octubre del 1856 la fragata Amazonas, sota el comandament del capità de navili José Boterín, va salpar del port del Callao en resposta a una demanda de Hong Kong per a realitzar alguns treballs urgents en el dic d'aquest port. En arribar al seu destí, es va trobar amb la sorpresa que havia esclatat la Segona Guerra de l'Opi, aleshores va dirigir-se a Calcuta, on va efectuar les reparacions que necessitava. Durant la seva estada en aquest port van morir alguns dels tripulants de la fragata, víctimes del còlera. D'allí va passar a Londres, on Boterín va ser reemplaçat pel capità de corbeta Francisco Sanz, i es va completar l'armament de la fragata. Finalment, l'Amazonas va salpar de Londres, i va arribar al port del Callao, el 28 de maig del 1858, després d'haver completat la primera volta al món d'un vapor de guerra sud-americà.

### El conflicte amb l'Equador (1857-1860)
El 1857, el govern equatorià va subscriure un conveni per al pagament d'un deute amb creditors britànics, donant en concessió territoris amazònics pertanyents al Perú. La protesta peruana va ser unànime, i el president Castilla va ordenar el bloqueig del Golf de Guayaquil, que va ser dut a terme per una esquadra sota el comandament del contraalmirall Ignacio Mariátegui. El bloqueig es va iniciar el 4 de novembre del 1858, i hauria de durar més d'un any, temps durant el qual Equador va ser víctima de profundes lluites internes que van portar al President Castilla a decidir l'ocupació del port de Guayaquil, desembarcant forces peruanes en aquest port a mitjans de novembre del 1859. El 25 de gener del 1860 es va signar el Tractat de Mapasingue, que va donar per acabat el conflicte.

### El conflicte amb Espanya (1864-1866)

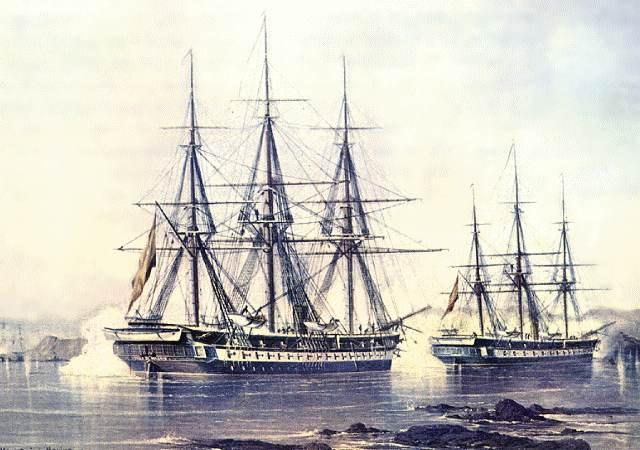

Després de la batalla d'Ayacucho, tots els països hispanoamericans, excepte el Perú, havien signat tractats de pau amb Espanya, mitjançant els quals aquesta nació reconeixia la seva independència. Això no havia estat obstacle perquè es produïssin diversos actes de bona voluntat entre el Perú i Espanya, però certament no existien relacions oficials.
En aquest context, a mitjans del 1863 es va presentar al Pacífic una esquadrilla espanyola composta per les fragates Resolución i Nuestra Señora del Triunfo, així com per la goleta Covadonga, que portava a bord una expedició científica amb el propòsit d'estudiar les antigues possessions espanyoles. En aquestes circumstàncies es va produir un incident a la hisenda Talambo, en què va ser mort un espanyol. L'almirall espanyol Luis Hernández Pinzón, va protestar davant el govern peruà. Aquest fet va ocasionar que en represàlia, les forces espanyoles capturessin el 14 abril del 1864 les Illes Chincha, d'on provenia la major part del guano que el Perú exportava.
Espanya va reforçar la seva esquadra del Pacífic amb les fragates Blanca, Berenguela i Villa de Madrid, la goleta Vencedora, i el blindat Numancia. El govern peruà, sense poder fer front a aquesta amenaça, es va veure obligat a signar un tractat conegut com amb el nom de Vivanco-Pareja, que posava fi al conflicte però que va ser promptament rebutjat per la nació. El coronel Mariano Ignacio Prat es va aixecar a Arequipa, i després de gairebé un any de Guerra civil, va aconseguir prendre el poder, repudiant el referit tractat i reiniciant les hostilitats. Prèviament s'havia signat un acord amb Xile, al qual es van sumar Bolívia i l'Equador, per actuar units contra Espanya i neutralitzar qualsevol intent de restablir el seu domini a Amèrica.

### Batalla d'Abtao (1866)
En produir-se la guerra amb Espanya, l'esquadra peruana no comptava amb naus capaces d'enfrontar-se directament amb la poderosa força naval espanyola, atès que encara es trobaven en construcció a Anglaterra el blindat Huáscar i la fragata blindada Independencia. Va ser per això que es va enviar a quatre naus al sud de Xile, on havien d'esperar l'arribada dels dos nous blindats per actuar després en conjunt contra la força enemiga. Tres d'aquestes naus, la fragata Apurímac i les corbetes Unió i Amèrica, de recent adquisició a França, van prendre part en el combat naval d'Abtao que va tenir lloc el 7 de febrer del 1866 al canal de Challahué, formant entre l'illa d'Abtao i el continent. També es trobava allí la goleta xilena Covadonga, conformant totes aquestes naus l'anomenada esquadra aliada que sota el comandament del capità de navili peruà Manuel Villar van rebutjar l'atac de les fragates espanyoles Villa de Madrid i Blanca, combatent durant diverses hores fins que les naus van optar per retirar-se.

### L'ocàs del poder naval peruà

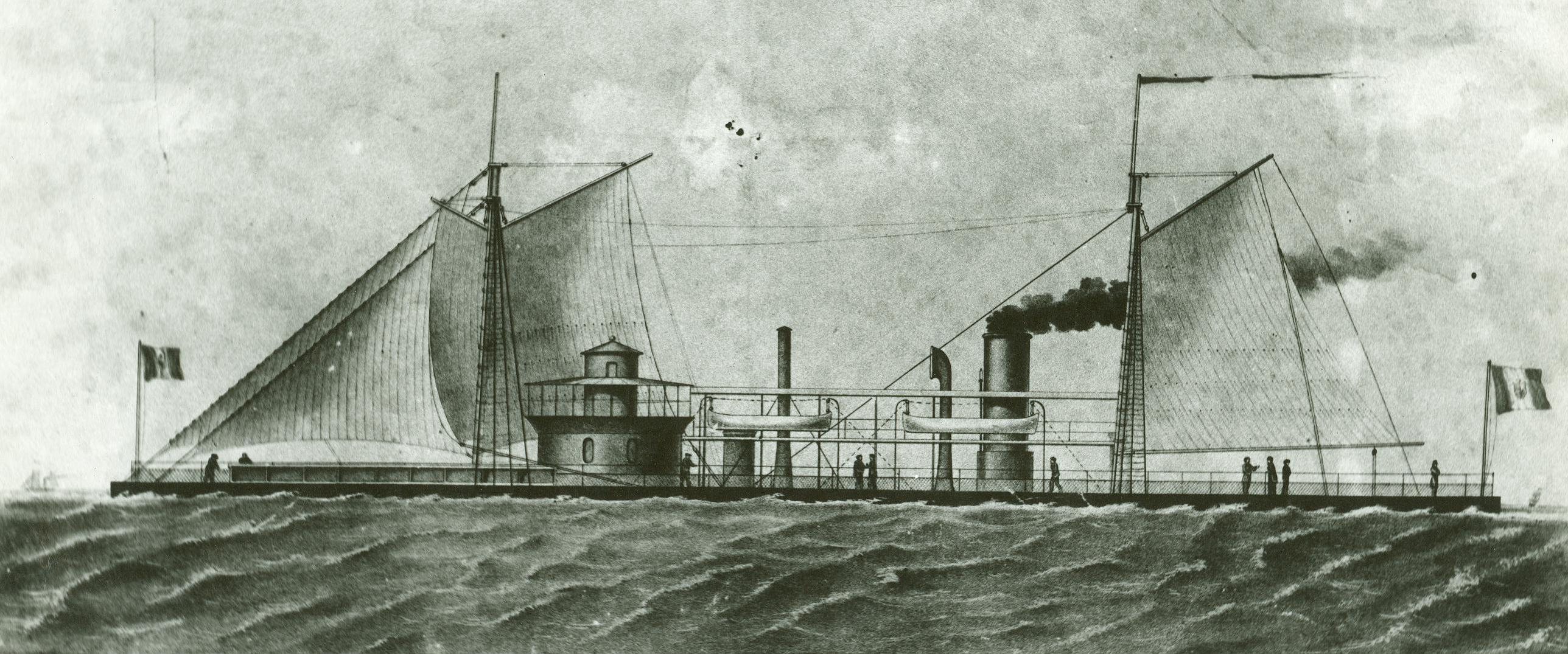

El conflicte amb Espanya portar al fet que el govern procurés incrementar el poder naval peruà, tot i que no sempre amb encert, com va ser el cas de l'adquisició dels monitors Manco Cápac i Atahualpa. Adquirits als Estats Units d'Amèrica, tots dos vaixells van ser remolcats des de Nova Orleans fins al Callao en una èpica travessia que, va demandar més d'un any (gener del 1869-maig del 1870) la qual no va estar exempta de dificultats.
A principis dels anys setanta, el Perú va començar a sentir els efectes d'una profunda crisi fiscal, accelerada per l'excessiva despesa en què s'havia incorregut en base de comprometre els ingressos del guano. Va ser per això que no es va poder reaccionar amb fermesa davant el creixement del poder naval xilè, que amb la construcció de dos blindats, Cochrane i Blanco Encalada, va passar a tenir la flota més poderosa en el Pacífic sud-americà. Davant d'això el Perú només va poder incorporar a l'esquadra a les petites canoneres Chanchamayo i Pilcomayo, la primera de les quals es va perdre el 1876, davant de Falsa Punta Aguja. Una altra pèrdua notable d'aquests anys va ser la corbeta Amèrica, varada a conseqüència del sisme submarí que va afectar el port d'Arica, el 13 d'agost del 1868. Va morir en aquest tràgic accident el comandant de la nau, capità de corbeta Mariano de los Reyes Saavedra.

### Elcombat naval de Pacocha(1877)

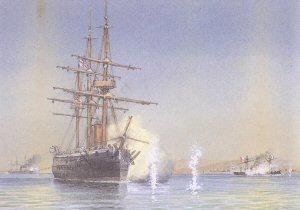

El 6 de maig del 1877, un grup de partidaris de Nicolás de Piérola a bord de l'Huáscar al Callao, alçant-se en contra del govern del president Mariano Ignacio Prat. Aquest va reaccionar declarant al vaixell fora de la llei i oferint recompensa a qui el capturés o destruís.
Al comandament del capità de navili Germán Astete, l'Huáscar es va fer a la mar dirigint-se cap al Sud. En aquesta travessia es va detenir a diversos vaixells britànics, trencant així la llei internacional. Això va motivar al contraalmirall Alghernon Sr. D'Horsey, comandant en cap de l'estació naval britànica al Pacífic, a intervenir.
Amb la fragata Shah i la corbeta Amethyst, va buscar al monitor Huáscar i el va trobar el 29 de maig del 1877, davant de Pacocha. L'almirall anglès va intentar la rendició del comandant peruà Luis Germán Astete, qui va refusar rendir la seva nau, i es va preparar per a combatre tot mostrant el pavelló peruà. L'acció es va dur a terme durant diverses hores, els vaixells britànics, malgrat la seva gran avantatge artillera, no van poder rendir al monitor, que va respondre el foc i va maniobrar amb habilitat, evadint no només els trets enemics, sinó també un torpede autopropulsat que els britànics van usar per primera vegada en la història del torpede. Havent fracassat en el seu intent, les naus britàniques es van retirar de l'escenari, mentre que l'Huáscar es va lliurar a les autoritats peruanes l'endemà.

### La Guerra del Pacífic (1879-1883): Introducció

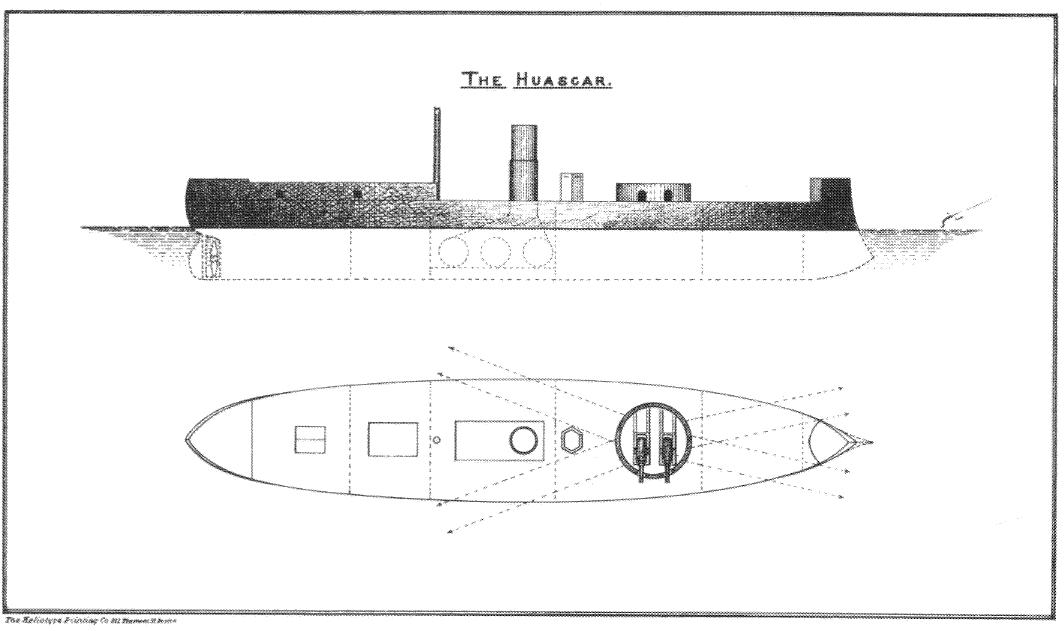

Les raons d'aquest conflicte es poden ubicar molt enrere en la història i les seves arrels profundes poden remuntar-se cap a mitjans del segle xvii, quan l'economia xilena es va veure reduïda a una condició de veritable dependència dels preus imposats pels naviliers i comerciants peruans. Les lluites per la independència van canviar aquesta relació en profit del port de Valparaíso, però l'enorme potencial peruà es va mantenir com una amenaça latent. La classe dirigent xilena va cobrar consciència i, molt més cohesionada i austera que la seva contrapart peruana, va aconseguir establir les bases d'una estabilitat política que va comportar una major coherència en els seus plans a llarg termini.
El Perú, sotmès a multitud de disputes internes, no va aconseguir cohesionar-se, i va desaprofitar les enormes riqueses amb què la naturalesa havia dotat el seu territori. Aviat, el mariscal Santa Cruz va tractar de reunificar l'Alt i el Baix Perú, formant la Confederació Peruà-Boliviana. Xile es va sentir amenaçat per ella, i va donar suport als peruans que rebutjaven a Santa Cruz. Finalment, va declarar la guerra i va destruir a la Confederació.
D'altra banda, la definició dels límits entre Xile i Bolívia eren un problema latent des dels inicis republicans. Tanmateix, la creixent importància del salnitre, explotat majoritàriament per capitals i mà d'obra xilena al litoral bolivià, va motivar que el govern bolivià imposés certes mesures econòmiques que van ser rebutjades pels afectats. El govern de Santiago va veure en això un motiu per intervenir militarment i va envair el litoral bolivià. El Perú, unit a Bolívia a través d'un tractat d'aliança signat el 1873, va intentar aturar la guerra per diversos mitjans. Tanmateix, la decisió xilena era ferma, i el Perú es va veure forçat a honrar el seu compromís i va ingressar a la guerra en condicions d'allistament realment lamentables.
L'Exèrcit estava bastant lluny de constituir un aparell militar eficient, amb comandaments polititzats i una oficialitat sorgida al fragor de les revolucions. Tot això portava al fet que emmalaltís d'un sòlid esperit de cos. D'altra banda, la tropa, majoritàriament serrana, no se sentia totalment identificada amb el concepte de nació peruana, l'equipament era dispar i en molts casos obsolet, i l'entrenament era pràcticament nul. Si bé l'Armada comptava amb un cos d'oficials professional, els elevats costos de reposició havien fet que tinguéssim una flota antiquada, amb unitats que havien arribat a un nivell de deteriorament apreciable.
Xile, per la seva banda, des de principis de la dècada de 1870 havia, invertit considerables sumes en el seu exèrcit i armada, havent aconseguit un elevat grau d'eficàcia combativa en les dues branques. D'altra banda, era clar que l'estabilitat política, aconseguida des de la dècada de 1830, havia contribuït a consolidar un sentit professional en les seves forces armades que es veia reflectit en la permanència dels seus alts comandaments.
L'Armada xilena comptava amb dos blindats molt superiors als peruans, tant en poder de foc com en cuirassa. La infanteria havia homogeneïtzat el seu armament amb els fusells tipus Grass i Comblain, tots dos amb un mateix tipus de munició. L'artilleria era Armstrong i Krupp, i els seus servents comptaven amb carrabines Winchester. La cavalleria estava igualment dotada amb aquest tipus de carrabines, a més de les armes blanques.

### L'esquadra peruana i l'esquadra xilena

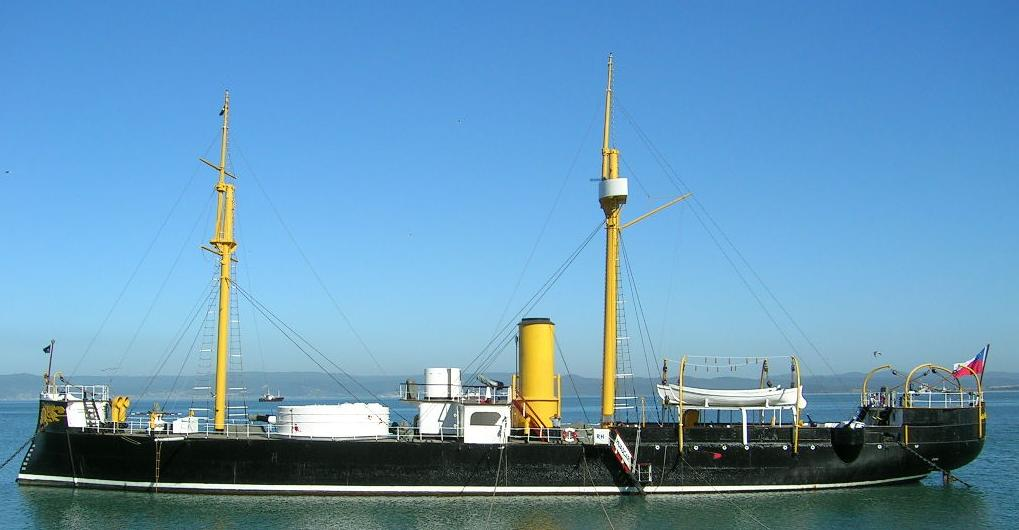

A causa de les característiques del litoral bolivià i de l'extrem sud peruà, que s'estén fins al desert d'Atacama, i tenint en compte les experiències de la guerra de la Independència i contra la Confederació, l'estat major xilè sabia que era necessari sortejar per mar aquest territori per poder traslladar les seves tropes i envair el territori peruà. Per a això havia d'aconseguir el domini del mar. L'estat major peruà, també va comprendre que aquesta era la maniobra lògica que adoptaria l'enemic. D'aquesta manera, les dues nacions van donar inici a la campanya naval com la primera part de la guerra.
L'esquadra peruana, sota el comandament del capità de navili Miguel Grau Seminario, estava conformada pel blindat tipus monitor Huáscar, la fragata Independencia, els monitors Manco Cápac i Atahualpa, la corbeta Unión, la canonera Pilcomayo i els transports Chalaco, Oroya, Limeña i Talismán. Aquests últims haurien de fer una funció molt important durant el conflicte, mantenint oberta la ruta de proveïment peruana amb continus viatges entre el Callao i Panamà, així com a altres punts del litoral, transportant tropes, subministraments i municions, i burlant a la poderosa esquadra enemiga.
L'esquadra xilena, sota el comandament del contraalmirall Juan Williams Rebolledo, estava composta pels blindats Blanco Encalada i Almirante Cochrane, les corbetes Chacabuco, O'Higgins i Esmeralda, i les canoneres Magallanes i Covadonga, a més de diversos transports. El balanç de poder era favorable a la marina xilena, atès que les seves naus, sobretot els dos blindats, tenien millor artilleria, major velocitat i cuirassa, que les naus peruanes.
El plantejament va ser molt clar en ambdós costats. L'esquadra xilena era superior materialment a la peruana, no només en nombre sinó també en la qualitat dels seus vaixells. Havia de llavors buscar-la i destruir-la al més aviat possible. L'esquadra peruana, per la seva banda, donada la seva inferioritat en mitjans, havia de perllongar el més possible la seva presència com una amenaça efectiva al mar, no tant per a l'esquadra enemiga sinó per al tràfic marítim xilè, entaulant batalla únicament quan estigués en superioritat de condicions o quan el combat fos inevitable. El temps que es guanyés seria per millorar la preparació de les defenses del sud peruà, i fer possible l'adquisició de noves naus i armament.

### La campanya naval
La primera acció va tenir lloc tot just set dies després de la declaració de guerra, el 12 d'abril de 1879, quan la corbeta Unión i la canonera Pilcomayo van atacar i perseguir a la corbeta xilena Magallanes davant de Punta Chipana. Per la seva banda, l'esquadra xilena va bombardejar Mollendo, Pisagua, Mejillones i Iquique, abans de dirigir-se cap al Callao amb el propòsit de destruir l'esquadra peruana. Tanmateix, va fracassar en aquest intent, ja que els vaixells peruans havien salpat dies abans de la seva arribada, dirigint-se a Arica amb el general Mariano Ignacio Prado.

### Combat d'Angamos

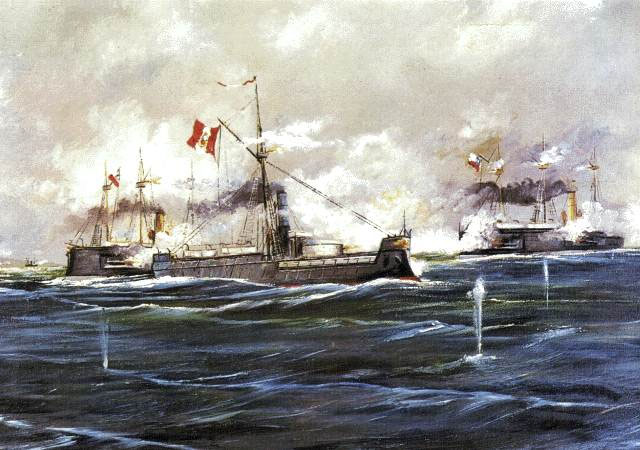

La incapacitat dels comandaments navals xilens enfront de les contínues incursions de l'Huáscar sota el comandament de Miguel Grau Seminario, van ser motiu de protestes populars, interpel·lacions al congrés i la censura del gabinet ministerial. Tot això es va aguditzar amb la captura del transport Rímac, després de tot això es van produir renúncies de ministres i es van efectuar inevitables canvis en les prefectures de l'exèrcit i l'esquadra. Els conductors de la guerra, davant la impossibilitat d'iniciar la campanya terrestre per envair el sud peruà, van determinar que l'enfonsament de l'Huáscar era prioritari i indispensable per a dur a terme els seus plans.
Una de les primeres mesures va ser el relleu del contraalmirall Juan Williams Rebolledo en el comandament de l'Esquadra xilena pel capità de navili Galvarino Riveros, qui va disposar que els seus vaixells fossin sotmesos a reparacions per preparar-se per donar caça a l'Huáscar. Amb aquest propòsit, van elaborar un pla per capturar-ho, organitzant a la seva esquadra en dues divisions, la primera, integrada pel Blanco Encalada, la Covadonga i el Matías Cousiño, i la segona, composta pel Cochrane, el Loa i l'O'Higgins. La idea era parar un parany a l'Huáscar, a l'àrea compresa entre Arica i Antofagasta.
Tot seguit, Grau va rebre ordres de salpar amb la Unión i el Rímac cap al sud, amb la finalitat d'escometre els ports xilens de Tocopilla i Coquimbo, en tant que les dues divisions xilenes havien partit cap al nord a la recerca de l'Huáscar arribant a Arica el matí del 5 d'octubre, no trobant allà al seu objectiu.
L'Huáscar mentrestant, després de deixar el Rímac a Iquique, va arribar en companyia de la Unión a la caleta de Sarco. Allà van capturar a la goleta Coquimbo, per després arribar al port del mateix nom i prosseguir cap al sud, fins a la caleta de Tongoy, localitat propera a l'important port de Valparaíso. Complert l'objectiu d'aquesta expedició, Grau i les seves naus van iniciar el seu retorn a aigües peruanes.
Mentre els vaixells peruans navegaven cap al nord de retorn, ignoraven els moviments dels vaixells xilens. Les dues divisions enemigues avançaven des de diferents direccions, en posició d'alerta, disposades a cercar al seu objectiu. A l'alba d'aquell dia, l'Huáscar va ser vist per la primera divisió xilena, el que va obligar a Grau a virar cap al sud-oest per després tornar cap al nord, tractant de deixar enrere els seus enemics. Poc després, l'Huáscar i la Unión es van trobar amb la segona divisió xilena davant de Punta Angamos. En adonar-se que l'Huáscar no podria evadir el combat, a causa de la seva velocitat, la Unión es va obrir pas cap al nord.
A les 09.40 hores, sent inevitable la trobada, el monitor peruà va afermar el seu pavelló disparant els canons de suport en direcció al Cochrane que era a 1000 metres de distància. La Covadonga i el Blanco Encalada en aquests moments es trobaven a una distància de sis milles en direcció l'Huáscar, mentre que l'O'Higgins i el Loa es dirigien a tallar el pas a la Unión. El Cochrane no va contestar inicialment els trets, sinó que va escurçar distàncies gràcies a la seva major velocitat, i quan va estar a 200 metres a bavor de l'Huáscar, va llançar els seus primers trets, perforant el blindatge del vaixell i danyant el timó.
Deu minuts després un projectil provinent també del Cochrane va impactar a la torre de comandament i en esclatar va fer volar al Contralmirante Miguel Grau Seminario i va deixar moribund al seu acompanyant el tinent primer Diego Ferré. Llavors va prendre el comandament de la nau el Capità de corbeta Elías Aguirre, qui va continuar el combat amb les naus xilenes, fins que també va caure mort per un tret enemic. Un darrere l'altre, els oficials peruans es van anar succeint a càrrec de la nau, que rebia una vegada i una altra els impactes de l'artilleria xilena, fins que havent recaigut el comandament en el tinent primer Pedro Gárezon, aquest oficial, veient que ja no era possible continuar la lluita per les condicions en què es trobava el vaixell, amb els seus canons inutilitzats, trencat el seu timó, i delmada la seva tripulació, va donar l'ordre d'obrir les vàlvules per inundar al monitor i d'aquesta manera impedir que fos capturat per l'enemic.
A les 10.55 el Cochrane i el Blanco Encalada van suspendre el canoneig en veure que l'Huáscar aviat s'enfonsaria, van enviar una dotació armada a bord de llanxes per a capturar el vaixell. Quan els marins xilens van pujar a bord, l'Huáscar ja tenia un metre i mig d'aigua, i estava a punt d'enfonsar-se per la part de popa. Apuntant amb els revòlvers, els oficials xilens van ordenar als maquinistes tancar les vàlvules, i posteriorment van obligar els presoners a apagar els focs que consumien diversos sectors de la nau. La lluita havia acabat, l'Huáscar va ser capturat, i el mar va quedar lliure per iniciar la invasió del sud peruà.

### La campanya del sud

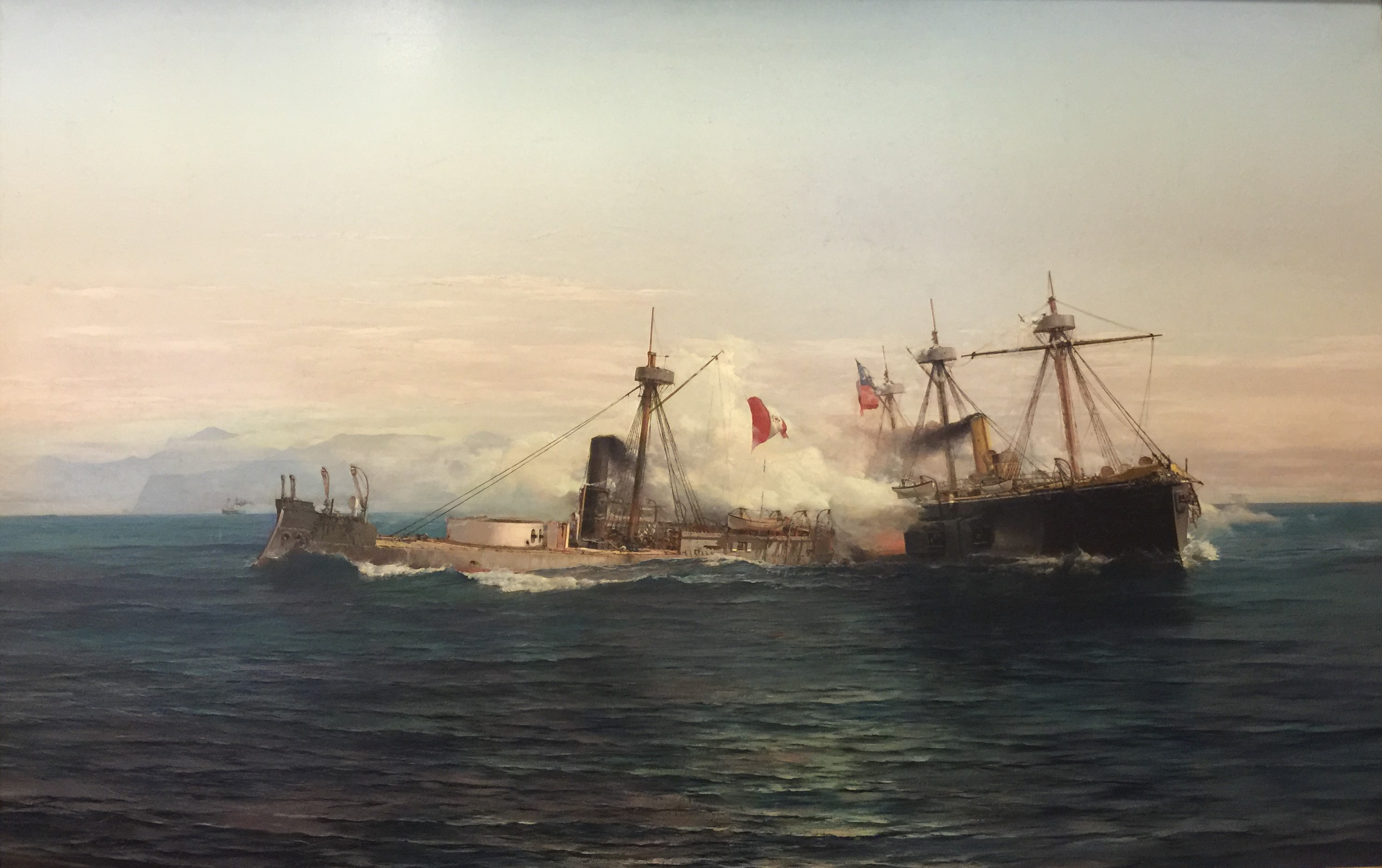

El dia 2 de novembre la flota xilena es va presentar a Pisagua, capturant aquest port després de vèncer la tenaç resistència que van oferir les defenses peruanes reforçades per dos batallons bolivians. L'exèrcit expedicionari xilè es va moure ràpidament sobre Iquique, ocupant-la el dia 8 després de bombardejar-la. Les forces aliades, sota el comandament del general Juan Buendía, es van enfrontar a les forces xilenes a San Francisco, el 19 de novembre del 1879, patint una greu derrota que les va obligar a replegar-se fins a Tarapacá, on es produiria una nova cruenta batalla, en la qual els peruans van derrotar els invasors i van capturar la seva artilleria.
Tanmateix, la manca de municions va impedir que s'explotés el triomf, i es va haver de continuar amb el replegament cap a Arica. El febrer del 1880 les forces xilenes van desembarcar a Ilo, i van avançar sobre Tacna. El 27 d'aquest mes va tenir lloc el primer bombardeig a Arica, en el qual el monitor peruà Manco Cápac, sota el comandament del capità de navili José Sánchez Lagomarsino, va impactar en l'Huáscar, que havia estat reparat, i havia perdut al seu comandant, el capità de fragata Thompson. D'altra banda, les bateries del "morro", dirigides pel capità de navili More, i dotades per la tripulació de la desafortunada Independencia, van sostenir un duel d'artilleria amb la flota enemiga.
Al cap de pocs dies de realitzat el combat contra els vaixells xilens, aquests, van establir un bloqueig al port d'Arica, que va ser audaçment trencat dues vegades, el 17 de març per la corbeta Unión, sota el comandament del capità de navili Manuel Villavicencio, que va arribar a aquest port transportant a la llanxa torpedera Alianza, i altres elements bèl·lics per a la defensa de la plaça. Després de desembarcar aquest material sota foc enemic, la Unión va tornar a salpar i va aconseguir fer-se a la mar novament davant dels vaixells enemics, responent al foc que rebia.
A Tacna es van reunir les forces peruanes i bolivianes sota el comandament combinat del president bolivià Narciso Campero, i el dia 26 de maig es van enfrontar els dos exèrcits, després d'això, i davant de la superioritat numèrica enemiga, i a causa de les excessives baixes, les forces aliades van haver d'emprendre la retirada. Amb aquesta derrota, les forces que defensaven la plaça d'Arica es van quedar sense la possibilitat de rebre aviat reforços.
Dos dies després de la batalla, el consell de guerra que va reunir els caps de les unitats estacionades a Arica, es va pronunciar a favor de la defensa de la plaça fins a les darreres conseqüències, recolzant així l'opinió del comandant general, el coronel Francisco Bolognesi.
Poc després les forces xilenes es van presentar davant de la ciutat, convidant el vell coronel a rendir la plaça per evitar el que suposaven un vessament inútil de sang. El consell de guerra va tornar a reunir-se i va ratificar la seva decisió del 28 de maig, la mateixa que va ser comunicada a l'emissari xilè pel mateix Bolognesi amb les seves cèlebres paraules: 
```
«Tinc un deure sagrat per complir, i el compliré fins a cremar el darrer 
cartutx
» 
```

L'artilleria enemiga va començar a fustigar les posicions peruanes a partir del dia 5 i el dia 7 es va produir l'assalt final, per part de 6.500 soldats enemics contra els 1.640 defensors. El resultat era previsible, més encara quan les mines que s'havien sembrat al voltant del "morro" van fallar en bon nombre. Les baixes peruanes van ser molt nombroses. També cal esmentar al capità de navili Juan Guillermo More, el tinent segon Manuel Bonhomme i el tinent segon Manuel Terry, juntament amb els tripulants de la fragata Independencia.
Ells van prendre diverses bateries i el fort de la ciutadella, al cim del "morro", com bé ho testimonia el comunicat que el capità de fragata Manuel Espinosa va enviar en la seva qualitat d'oficial supervivent més antic. En caure el "morro", va ser enfonsat per la seva dotació el monitor Manco Cápac, que encara defensava la badia, mentre que la llanxa torpedera Alianza va ser varada a la platja, i va ser destruïda en quedar-se sense combustible mentre intentava arribar a Ilo.

### La campanya de Lima i la resistència naval

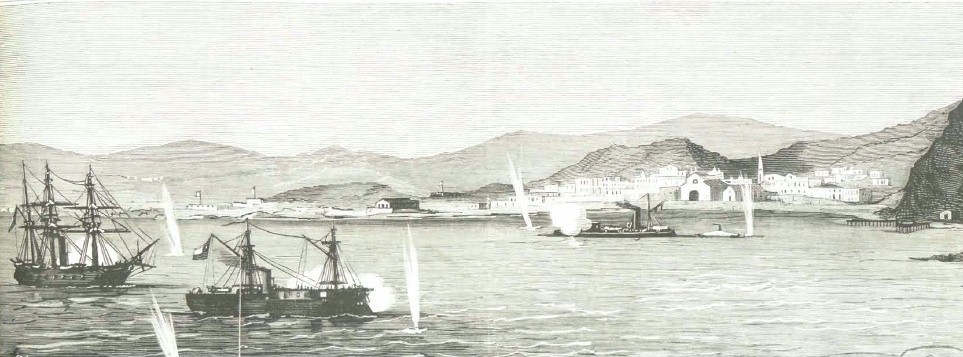

Després de la derrota peruana en les Batalles de San Juan i Miraflores, es van destruir les restes de l'esquadra peruana per evitar que caigués en poder de l'enemic.
Es van enfonsar la Unión, l'Atahualpa i els transports Limeña, Chalaco, Talismán, Oroya, Rímac i la canonera Arno. Va ser llavors impossible ja tota resistència a la mar, però els marins peruans van continuar combatent en terra per defensar la integritat territorial i la sobirania del país.
Trobem marins i personal de les guarnicions dels vaixells lluitant amb l'Exèrcit al llarg de tota la guerra. Durant la batalla d'Arica, el 7 de juny del 1880 es van immolar al costat de Bolognesi: el Capità de Navili Juan Guillermo More, el Tinent Segon Manuel Bonhomme i el Tinent Segon Manuel Terry, juntament amb els tripulants de la fragata Independencia. Posteriorment, durant la batalla de Miraflores, el 15 de gener del 1881, els batallons Guarnició de Marina i Guàrdia Chalaca, sota el comandament del Capità de Navili Juan Fanning i del capità de fragata Carlos Arrieta, van defensar heroicament les seves posicions entre els Reductes Núm. 2 i Núm. 4. El primer d'aquests batallons va dur a terme dos atacs sobre les forces enemigues, sofrint enormes baixes, entre ells la majoria dels seus oficials. El segon batalló, format poc abans de la batalla, també va lluitar amb valentia i al costat del seu comandant van morir molts dels seus homes.
Posteriorment, durant la Campanya de la Breña van ser diversos els marins que van combatre al costat del General Andrés A. Càceres. Entre ells el Capità de Navili Luis Germán Astete, els tinents Primers Leoncio Prado i José Gálvez Moreno, així com el Guardiamarina Héctor Villarán. Amb el grau de Coronel, els marins Astete i Prado combatre a Huamachuco el 10 de juliol del 1883, morint en aquesta acció el primer i sent afusellat el segon.

### La formació d'una nova esquadra
Tot just acabat el conflicte es van adquirir petits vaixells de transport, entre ells el Vilcanota (1884) i el Perú (1885). L'any següent va arribar el creuer Lima, construït secretament en Alemanya el 1880 però retingut a Gran Bretanya mentre va durar el conflicte. En els anys següents es van incorporar a l'Armada els transports: Iquitos, Chalaco, Santa Rosa i Constitución, i es va iniciar igualment la recuperació de l'activitat marítima nacional.

## Marina Peruana

### Personal naval
La Marina de Guerra està integrada per 26.000 oficials i mariners:
- Almiralls:
- Almirall
- Vicealmirall
- Contraalmirall

- Oficials:
- Capità de Navili
- Capità de Fragata
- Capità de Corbeta
- Tinent Primer
- Tinent Segon
- Alferes de Fragata

- Cadets de l'Escola Naval:
- Cadet de 4.º any
- Cadet de 3 º any
- Cadet de 2.º any
- Cadet de 1 º any
- Aspirant a cadet naval

- Sotsoficials:

- Tècnic Supervisor Primer
- Tècnic Supervisor Segon
- Tècnic Primer
- Tècnic Segon
- Tècnic Tercer
- Sotsoficial de Mar Primer
- Sotsoficial de Mar Segon
- Sotsoficial de Mar Tercer

- Personal d'Alumnes de l'Escola de Sotsoficials - CITEN

- Alumne de Tercer Any
- Alumne de Segon Any
- Alumne de Primer Any

- Personal de marineria

- Caporal Primer
- Caporal Segon
- Mariner

### Cos d'almiralls

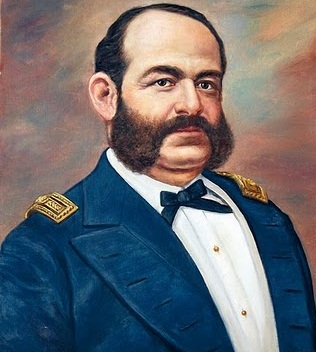
Gran Almirall Miguel Grau, Héroi màxim de la Marina de Guerra del Perú

El Cos d'almiralls canvia cada any, els canvis es deuen a ascensos a la classe de Contraalmirall i de Vicealmirall, o bé a la jubilació, temps de servei, renovació, o canvi en el Comandament General.

### Bases
- Callao - Comandament segona zona naval. Comandament d'operacions del Pacífic, base naval, drassana, base d'aviació naval, comandament de capitanies i guardacostes, escola naval del Perú, escola superior de guerra naval, escola nacional de Marina mercant, centre mèdic naval i direccions administratives vàries.
- Mollendo - Comandament de la tercera zona naval. Capitania de port.
- Iquitos - Comandament general de les operacions a l'Amazònia (Cinquena zona naval), Capitania de port fluvial i drassana (sobre el Riu Amazones).
- Ancón - Base i Caserna General de la infanteria de marina i Capitania de port.
- San Juan de Marcona - Escola d'aviació naval i Capitania de port.
- Chimbote - Base menor, Drassana i Capitania de port.
- Paita - Base menor i Capitania de port.
- Pisco - Base menor i Capitania de port.
- Puno - Capitania de port (sobre el Llac Titicaca).

## Flota naval
Els vaixells de la flota peruana solen portar les sigles BAP (Buque de la Armada del Perú).

### Fragates
- BAP Almirante Grau (FM-53)
- BAP Villavisencio (FM-52)
- BAP Mariategui (FM-54)
- BAP Aguirre (FM-55)
- BAP Palacios (FM-56)
- BAP Coronel Bolognesi (FM-57)
- BAP Quiñones (FM-58)

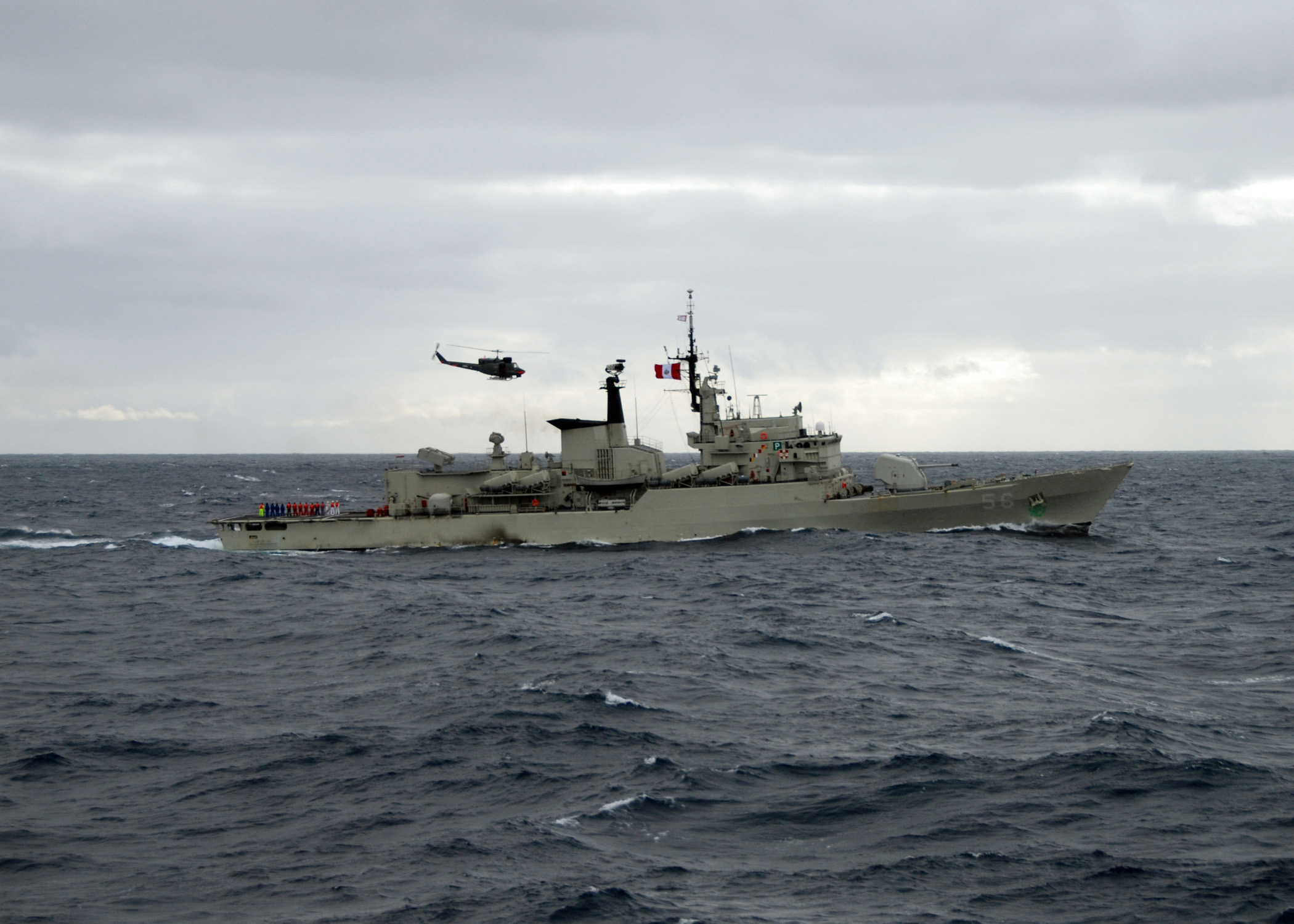
BAP Palacios (FM-56)

- BAP Guardiamarina San Martin (PO-201)

### Corbetes

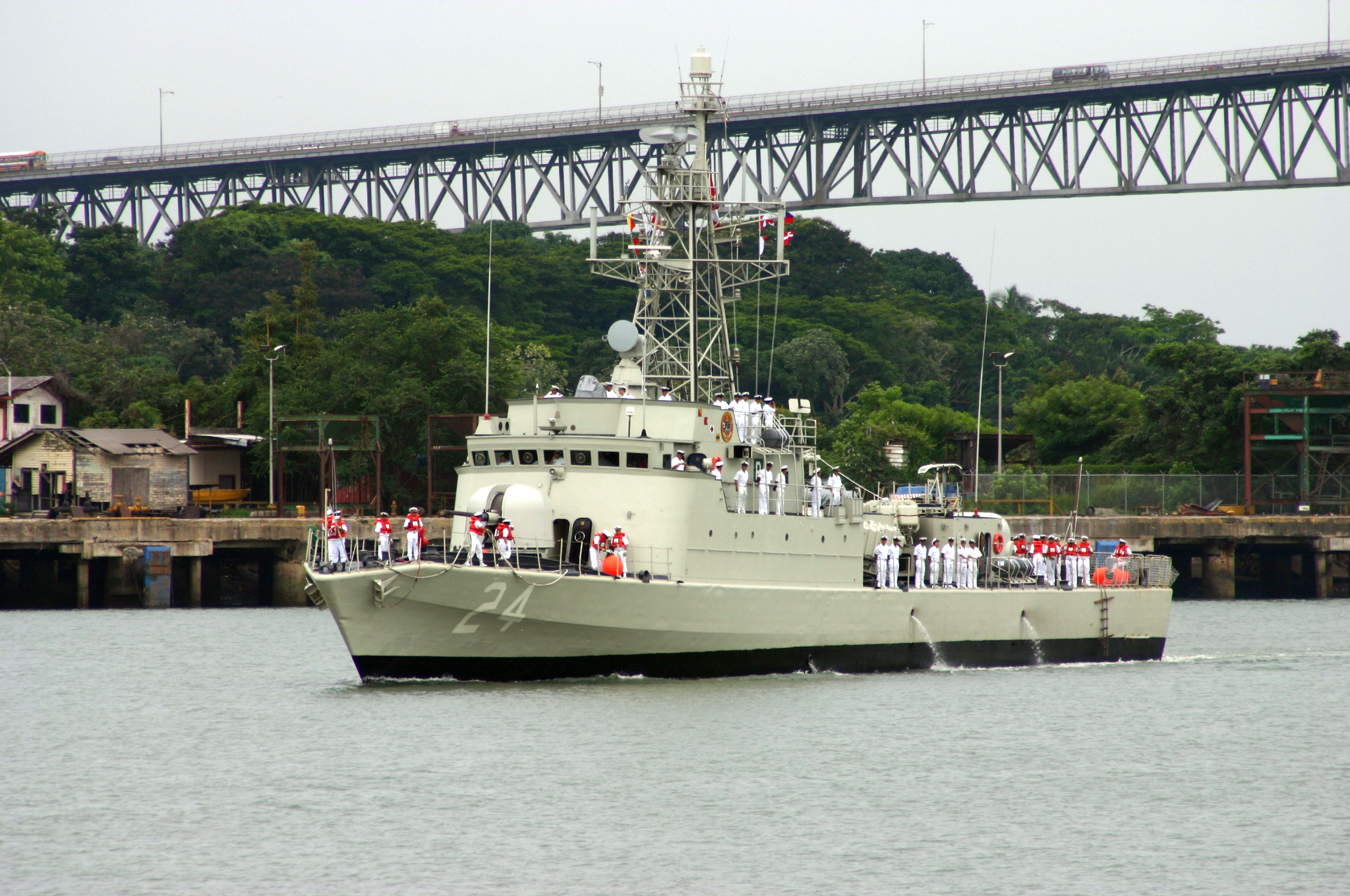
BAP Herrera (CM-24)

- BAP Velarde (CM-21)
- BAP Santillana (CM-22)
- BAP De los Heros (CM-23)
- BAP Herrera (CM-24)
- BAP Larrea (CM-25)
- BAP Sánchez Carrión (CM-26)

### Submarins

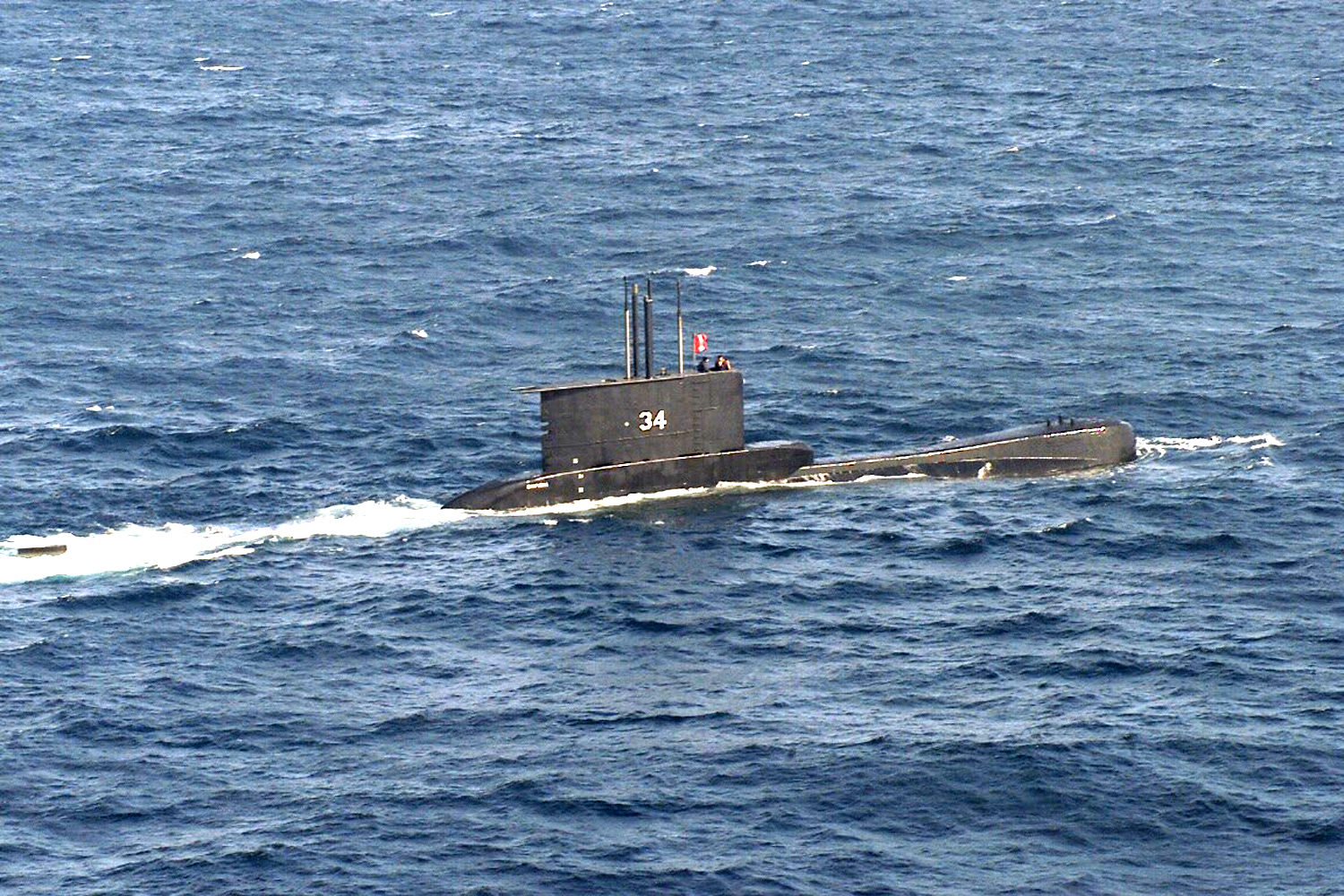
BAP Chipana (SS-34)

- BAP Angamos (SS-31)
- BAP Antofagasta (SS-32)
- BAP Pisagua (SS-33)
- BAP Chipana (SS-34)
- BAP Islay (SS-35)
- BAP Arica (SS-36)

### Vaixells de desembarcament amfibi

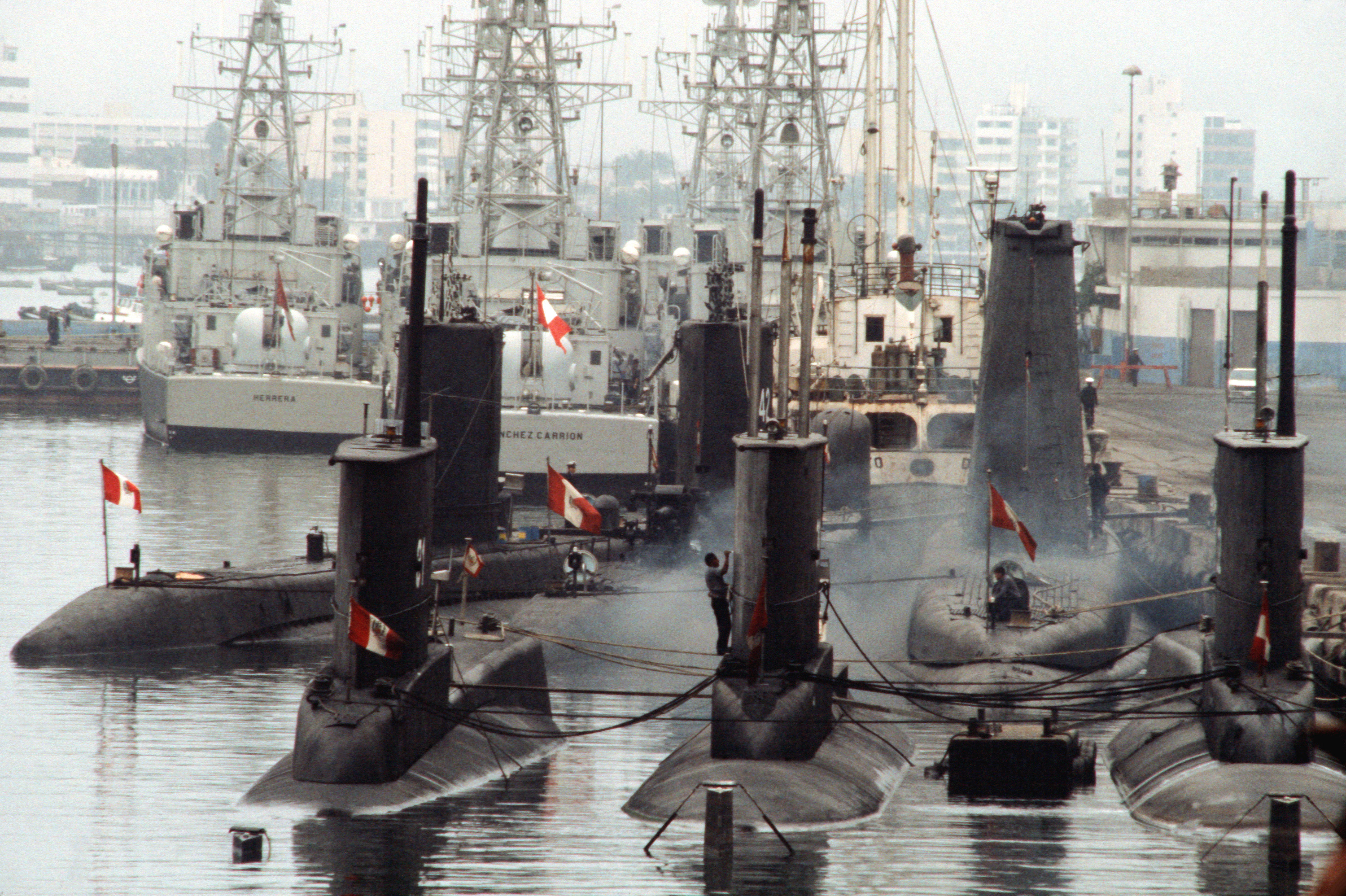
Submarins a la base naval de Callao

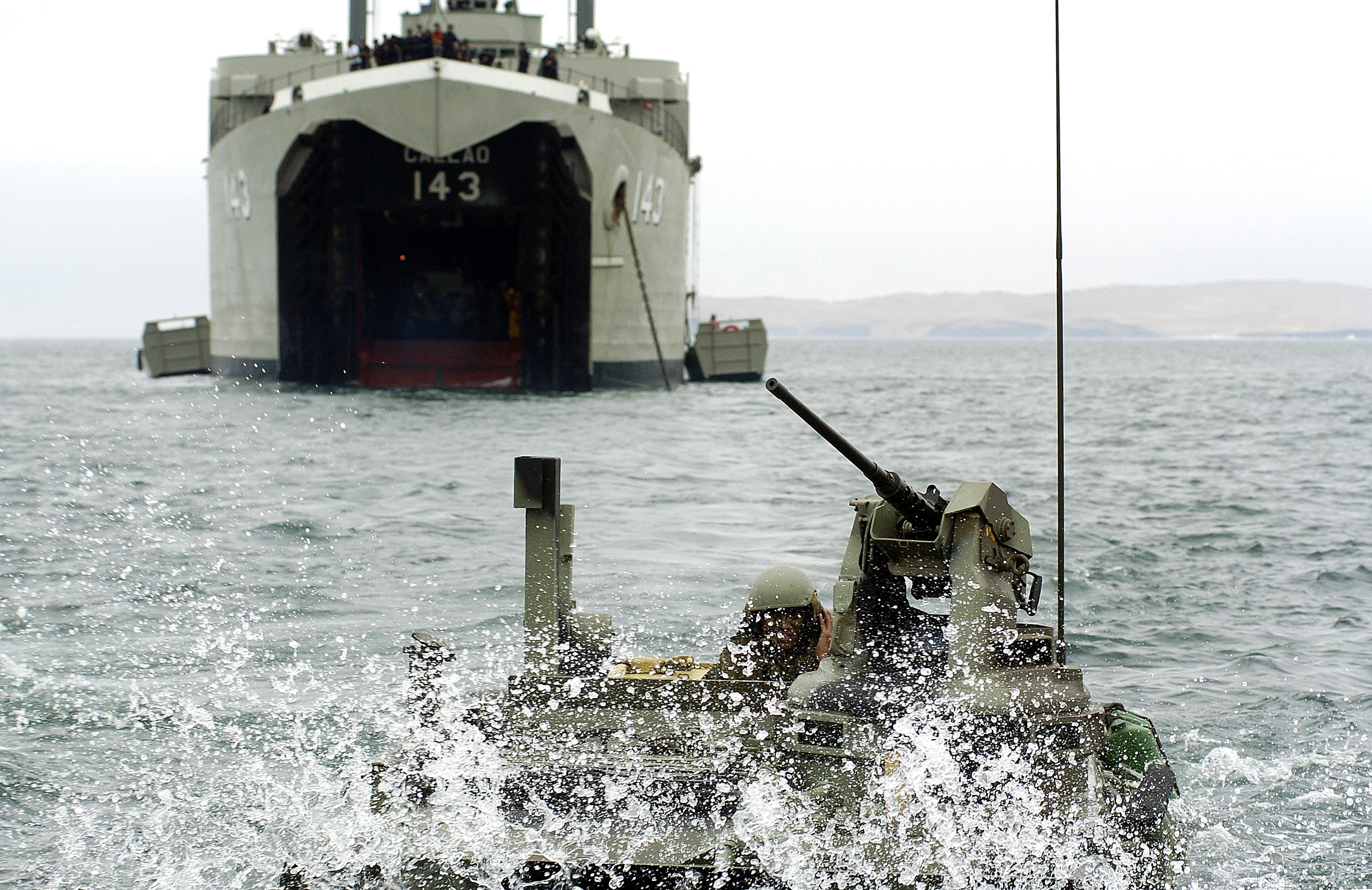
BAP Callao

- BAP Callao (DT-143)
- BAP Eten (DT-144)

### Vaixells auxiliars
- BAP Bayovar - (Petrolier de la flota)
- BAP Zorritos - (Petrolier de la flota)
- BAP Unanue - (Vaixell nodriça - forces especials)
- BAP San Lorenzo - (Vaixell nodriça - recuperació de torpedes)
- BAP Caloyeras - (Vaixell cisterna - aigua)
- BAP Noguera - (Vaixell cisterna - petròli)
- BAP Gauden - (Vaixell cisterna - petròli)
- BAP Guardián Ríos - (Remolcador)
- BAP Mejia - (Remolcador)
- BAP Huerta - (Remolcador)
- BAP Dueñas - (Remolcador)
- BAP Olaya - (Remolcador)
- BAP Selendón - (Remolcador)
- BAP Marte - (Vaixell de vela)
- BAP Neptuno - (Vaixell de vela)

### Patrulleres marítimes i de costa
- Patrulleres de costa: BAP Río Chira (PM-223), BAP Río Nepeña (PM-243), BAP Río Tambo (PM-244), BAP Río Ocoña (PM-245), BAP Río Huarmey (PM-246) i BAP Río Zaña (PM-247).
- Patrulleres de costa: (motor model CAT-C7): Parachique (PC-213), San Andrés (PC-214), Atico (PC-239), Malabrigo (PC-240), Catarindo (PC- 241), Punta Pariñas (PC-242), Casma (PC-248) i Tortugas (PC-249).
- Patrulleres de costa classe Chicama (tipus Sea Ark - motor model 3208): Chicama (PC-216), Huanchaco (PC-217), Chorrillos (PC-218), Chancay (PC-219), Camaná (PC-220) i Chala (PC-221).
- Patrulleras de costa classe Zorritos (tipus PGPC-50 - motor model 3126B): Cancas (PC-222), Punta Arenas (PC-224), Santa Rosa (PC-225), Pacasmayo (PC-226), Barranca (PC-227), Coishco (PC-228), Independencia (PC-229), San Nicolás (PC-230), Matarani (PC-234) i Sama (PC-238).
- Patrulleres de costa classe Zorritos (tipus PGPC-50): Zorritos (PC-222), Punta Arenas (PC-224), Santa Rosa (PC-225), Pacasmayo (PC-226), Barranca (PC-227), Coishco (PC-228), Independencia (PC-229), San Nicolás (PC-230), Matarani (PC-234) i Sama (PC-238)
- Patrulleres de costa classe Río Majes: Río Santa (PC-232) i Río Majes (PC-233)
- Patrulleres de costa classe Río Virú: Río Virú (PC-235) i Río Lurín (PC-236)
- 6 Patrulleres de costa classe MGP-2000 : Rebudes el 2013, amb un desplaçament de 5 tones.
- 2 Llanxes de servei de pràctic (LSP) classe Mantilla: Grumete Mantilla (LSP-180) i Aguilar (LSP-181) – desplaçament de 5 tones, rebudes el 2013.
- 13 lanxes ràpides incursores (Punta Malpelo, Punta Sal, etc.)
- Llanxes lliscadores classe La Cruz: La Cruz (DCB-350), Cabo Blanco (DCB-351), Colán (DCB-352), Samanco (DCB-353), Besique (DCB-354), Salinas (DCB-355), Ancón (DCB-356), Paracas (DCB-357).
- Llanxes lliscadores classe Máncora: Máncora (DCB-212), Huara (DCB-213), Guilca (DCB-214), La Punta (DCB-358) i Yacila (DCM-365).

### Unitats fluvials i llacustres
- BAP Amazonas (CF-11) - (Canonera fluvial)
- BAP Loreto (CF-12) - (Canonera fluvial)
- BAP Marañón (CF-13) - (Canonera fluvial)
- BAP Ucayali (CF-14) - (Canonera fluvial)
- BAP Clavero (CF-15) - (Canonera fluvial) - amb 340 tones de desplaçament, inicialment anomenada CF-16
- BAP Castilla (CF-16) - (Canonera fluvial) - classe Clavero, rebuda el juny de 2013[2]
- BAP Morona (ABH-302) - (vaixell-hospital)
- BAP Corrientes - (vaixell tòpic)
- BAP Curaray (ABH-304) - (vaixell tòpic)
- BAP Pastaza (ABH-305) - (vaixell tòpic)
- BAP Puno (ABH-306) - (vaixell-hospital llacustre)
- BAP Río Napo - (vaixell d'acció social) - amb 250 tones de desplaçament, rebut el juny del 2013[2]
- BF Comaina (ABP-336) - (base flotant usada com a vaixell cisterna)
- BF Cenepa (ABP-339) - (base flotant secundària fluvial amb 36 efectius)
- B/C Barcases Cisternes tipus Río Itaya (ABP-343 a ABP-346)
- Patrulleres fluvials classe Río Contamana: Contamana (PF-250), PF-251, Atalaya (PF-252), Zorritos (PF-253).
- Patrulleres fluvials classe Río Tambopata: Poyeni (PF-254), Aguaytia (PF-255), Puerto Inca (PF-256), San Alejandro (PF-257).
- Patrulleres fluvials classe Río Huallaga : Río Huallaga (PF-260), Río Santiago (PF-261), Río Putumayo (PF-262) i Río Nanay (PF-263).
- Patrulleres fluvials classe Río Napo : Río Napo (PF-264), Río Yavari (PF-265), Río Matador (PF-266) i Río Pachitea (PF-267).
- Patrulleres fluvials classe Río Itaya: Río Itaya (PF-270), Río Patayacu (PF-271), Río Zapote (PF-272) i Río Chambira (PF-273).
- Patrulleres fluvials classe Río Itaya: Río Itaya (rebuda el 2013, transporta fins a 18 efectius)[3]
- Patrulleres llacustres classe P-33: Río Ramis (PL-290), Río Ilave (PL-291).
- Patrulleres llacustres model 3126B: Juli (PL-293) y Moho (PL-294).
- Patrulleres llacustres: San Nicolás (PL-225) i Santa Rosa (PL-230) - rebudes el 2013.
- E/F Remolcadors fluvials: Tapuina (AER-180), Gaudín (AER-186), Zambrano (AER-187).
- 3 Llanxes d'interdicció fluvial River Patrol 24 - rebudes el 2013.[4]
- 6 bots del tipus Gamitana (per a control fluvial i transport de passatgers).
- 42 Llanxes d'interdicció riberenya LIR (Llanxa d'intervenció ràpida).
- 2 Unitats d'interdicció riberenya (UIR) - (12 efectius).

### Vaixells-museu i reliquies històriques
- BAP Abtao
- BAP América
- BAP Yavarí

## Vaixells de la flota
| Vaixell                               | Número de sèrie | País d'origen | Tipus                                                                | Classe                     | Notes | Imatge      |
| Fragates: 8                           | Fragates: 8     | Fragates: 8   | Fragates: 8                                                          | Fragates: 8                | Fragates: 8 | Fragates: 8 |
| ------------------------------------- | --------------- | ------------- | -------------------------------------------------------------------- | -------------------------- | --- | ----------- |
| BAP Almirante Grau (FM-53)            | FM-53           | Perú          | Fragata llança-míssils                                               | Classe Lupo                | Primer vaixell de guerra construït a la costa occidental de Sud-amèrica, a les drassanes de SIMA-Callao, amb mà d'obra i tecnologia peruana. |             |
| BAP Villavisencio (FM-52)             | FM-52           | Itàlia        | Fragata llançamíssils                                                | Classe Lupo                | |             |
| BAP Mariategui (FM-54)                | FM-54           | Perú          | Fragata llança-míssils                                               | Classe Lupo                | |             |
| BAP Aguirre (FM-55)                   | FM-55           | Itàlia        | Fragata llança-míssils                                               | Classe Lupo                | |             |
| BAP Palacios (FM-56)                  | FM-56           | Itàlia        | Fragata llança-míssils                                               | Classe Lupo                | |             |
| BAP Coronel Bolognesi (FM-57)         | FM-57           | Itàlia        | Fragata llança-míssils                                               | Classe Lupo                | Modernitzada a les Drassanes del SIMA-Callao.                                                                                                |             |
| BAP Quiñones (FM-58)                  | FM-58           | Itàlia        | Fragata llança-míssils                                               | Classe Lupo                | |             |
| BAP Guardiamarina San Martín (FM-51)  | PO-201          | Itàlia        | Fragata marítima                                                     | Classe Lupo                | |             |
| Corbetes: 6                           |                 |               |                                                                      |                            | |             |
| BAP Velarde (CM-21)                   | CM-21           | FRA           | Corbeta llança-míssils                                               | Classe PR-72P              | |             |
| BAP Santillana (CM-22)                | CM-22           | França        | Corbeta llança-míssils                                               | Classe PR-72P              | |             |
| BAP De los Heros (CM-23)              | CM-23           | FRA           | Corbeta llança-míssils                                               | Classe PR-72P              | |             |
| BAP Herrera (CM-24)                   | CM-24           | FRA           | Corbeta llança-míssils                                               | Classe PR-72P              | |             |
| BAP Larrea (CM-25)                    | CM-25           | FRA           | Corbeta llança-míssils                                               | Classe PR-72P              | |             |
| BAP Sánchez Carrión (CM-26)           | CM-26           | FRA           | Corbeta llança-míssils                                               | Classe PR-72P              | |             |
| Submarins: 6                          |                 |               |                                                                      |                            | |             |
| Angamos                               | SS-31           | Alemanya      | Tipus 209                                                            | -                          | |             |
| Antofagasta                           | SS-32           | Alemanya      | Tipus 209                                                            | -                          | |             |
| Pisagua                               | SS-33           | Alemanya      | Tipus 209                                                            | -                          | |             |
| Chipana                               | SS-34           | Alemanya      | Tipus 209                                                            | -                          | |             |
| Islay                                 | SS-35           | Alemanya      | Tipus 209                                                            | -                          | |             |
| Arica                                 | SS-36           | Alemanya      | Tipus 209                                                            | -                          | |             |
| Vaixells d'assalt amfibi: 2           |                 |               |                                                                      |                            | |             |
| Callao                                | DT-143          | Estats Units  | Vaixell d'assalt amfibi                                              | Classe Terrebonne Parish   | - |             |
| Paita                                 | DT-144          | Estats Units  | Vaixell d'assalt amfibi                                              | Classe Terrebonne Parish   | - |             |
| Vaixells escola: 3                    |                 |               |                                                                      |                            | |             |
| BAP Mollendo (ATC-131)                | ATC-161         | PER           | Logística / Transport de personal / Vaixell escola                   | Classe Ilo                 | - |             |
| Marte                                 | ALY-313         | Canadà        | Veler / Vaixell escola                                               | -                          | - |             |
| Neptuno                               | -               | -             | Veler / Vaixell escola                                               | -                          | - |             |
| Petroliers: 4                         |                 |               |                                                                      |                            | |             |
| Bayovar                               | ATP-154         | Rússia        | Petrolier                                                            | Classe Grigoriy Nesterenko | - |             |
| San Lorenzo                           | ART-322         | Rússia        | Petrolier                                                            | Classe Grigoriy Nesterenko | - |             |
| Noguera                               | ACP-118         | Estats Units  | Petrolier                                                            | Classe YO                  | - |             |
| Gauden                                | ACP-119         | Estats Units  | Petrolier                                                            | Classe YO                  | - |             |
| Vaixells de suport per a submarins: 1 |                 |               |                                                                      |                            | |             |
| Unanue                                | AMB-160         | Alemanya      | Vaixell de suport de la força de submarins / Recuperació de torpedes | -                          | |             |
| Vaixells cisterna d'aigua: 1          |                 |               |                                                                      |                            | |             |
| Caloyeras                             | ACA-111         | Estats Units  | Vaixell cisterna d'aigua                                             | Classe YW                  | - |             |
| Remolcadors: 6                        |                 |               |                                                                      |                            | |             |
| Guardián Ríos                         | ACP-118         | Estats Units  | Remolcador                                                           | Classe Cherokee            | - |             |
| Mejia                                 | ARB-120         | Estats Units  | Remolcador                                                           | Classe YTL                 | - |             |
| Huerta                                | ARB-121         | Estats Units  | Remolcador                                                           | Classe YTL                 | - |             |
| Dueñas                                | ARB-126         | Estats Units  | Remolcador                                                           | Clase YTB                  | - |             |
| Olaya                                 | ARB-128         | Perú          | Remolcador                                                           | Clase YTM                  | - |             |
| Selendón                              | ARB-129         | Perú          | Remolcador                                                           | Classe YTM                 | - |             |
| Vaixells oceanogràfics: 3             |                 |               |                                                                      |                            | |             |
| BIC Humboldt                          | -               | Perú          | Vaixell oceanogràfic polar                                           | Classe Humboldt            | - |             |
| BIC José Olaya                        | -               | Japó          | Vaixell oceanogràfic                                                 | -                          | - |             |
| La Macha                              | AHE-174         | Perú          | Vaixell oceanogràfic                                                 | -                          | - |             |
| Vaixells hidrogràfics: 5              |                 |               |                                                                      |                            | |             |
| Carrasco                              | AH-171          | Països Baixos | Vaixell hidrogràfic                                                  | Classe Dokkum              | - |             |
| Stiglich                              | AH-172          | Perú          | Vaixell hidrogràfic                                                  | Classe Morona              | - |             |
| Carrillo                              | AH-175          | Països Baixos | Vaixell hidrogràfic                                                  | Classe Van Straelen        | - |             |
| Melo                                  | AH-176          | Països Baixos | Vaixell hidrogràfic                                                  | Classe Van Straelen        | - |             |
| AEH-177                               | AEH-177         | Perú          | Vaixell hidrogràfic                                                  | -                          | - |             |
| Patrulleres: 34                       |                 |               |                                                                      |                            | |             |
| Río Chira                             | PM-223          | Perú          | Patrullera marítima                                                  | Classe PGM 71              | |             |
| Río Nepeña                            | PM-243          | Perú          | Patrullera marítima                                                  | Classe Río Cañete          | |             |
| Río Tambo                             | PM-244          | Perú          | Patrullera marítima                                                  | Classe Río Cañete          | |             |
| Río Ocoña                             | PM-245          | Perú          | Patrullera marítima                                                  | Classe Río Cañete          | |             |
| Río Huarmey                           | PM-246          | Perú          | Patrullera marítima                                                  | Classe Río Cañete          | |             |
| Río Zaña                              | PM-247          | Perú          | Patrullera marítima                                                  | Classe Río Cañete          | |             |
| Casma                                 | PC-248          | Perú          | Patrullera costanera                                                 | Classe MGP-2000            | |             |
| Tortugas                              | PC-249          | Perú          | Patrullera costanera                                                 | Classe MGP-2000            | |             |
| Chicama                               | PC-216          | Perú          | Patrullera costanera                                                 | Classe Chicama             | |             |
| Huanchaco                             | PC-217          | Perú          | Patrullera costanera                                                 | Classe Chicama             | |             |
| Chorrillos                            | PC-218          | Perú          | Patrullera costanera                                                 | Classe Chicama             | |             |
| Chancay                               | PC-219          | Perú          | Patrullera costanera                                                 | Classe Chicama             | |             |
| Camaná                                | PC-220          | Perú          | Patrullera costanera                                                 | Classe Chicama             | |             |
| Chala                                 | PC-221          | Perú          | Patrullera costanera                                                 | Classe Chicama             | |             |
| Zorritos                              | PC-222          | Perú          | Patrullera costanera                                                 | Classe Zorritos            | |             |
| Punta Arenas                          | PC-223          | Perú          | Patrullera costanera                                                 | Classe Zorritos            | |             |
| Santa Rosa                            | PC-225          | Perú          | Patrullera costanera                                                 | Classe Zorritos            | |             |
| Pacasmayo                             | PC-226          | Perú          | Patrullera costanera                                                 | Classe Zorritos            | |             |
| Barranca                              | PC-227          | Perú          | Patrullera costanera                                                 | Classe Zorritos            | |             |
| Coishco                               | PC-228          | Perú          | Patrullera costanera                                                 | Classe Zorritos            | |             |
| Independencia                         | PC-229          | Perú          | Patrullera costanera                                                 | Classe Zorritos            | |             |
| San Nicolás                           | PC-230          | Perú          | Patrullera costanera                                                 | Classe Zorritos            | |             |
| Matarani                              | PC-234          | Perú          | Patrullera costanera                                                 | Classe Zorritos            | |             |
| Sama                                  | PC-238          | Perú          | Patrullera costanera                                                 | Classe Zorritos            | |             |
| Río Santa                             | PC-232          | Perú          | Patrullera costanera                                                 | Classe Río Majes           | |             |
| Río Majes                             | PC-233          | Perú          | Patrullera costanera                                                 | Classe Río Majes           | |             |
| Río Virú                              | PC-235          | Perú          | Patrullera costanera                                                 | Classe Río Virú            | |             |
| Río Lurín                             | PC-236          | Perú          | Patrullera costenera                                                 | Classe Río Virú            | |             |
| -                                     | -               | Perú          | Patrullera costanera                                                 | Classe MGP-2000            | 6 patrulleres rebudes el 2013. |             |

## Aviació naval
| Aeronau                              | Origen        | Tipus                          | En servei | Fotos  |        |        |
| Avions                               | Avions        | Avions                         | Avions    | Avions | Avions | Avions |
| ------------------------------------ | ------------- | ------------------------------ | --------- | ------ | ------ | ------ |
| Fokker 50                            | Països Baixos | Avió de patrulla marítima      | 4         |        |        |        |
| Fokker F27                           | Països Baixos | Avió de patrulla marítima      | 3         |        |        |        |
| Antonov An-32                        | Rússia        | Avió de transport              | 2         |        |        |        |
| De Havilland Canada DHC-6 Twin Otter | Canadà        | Transport VIP                  | 1         |        |        |        |
| Beechcraft Super King Air            | Estats Units  | Transport VIP                  | 5         |        |        |        |
| Beechcraft T-34 Mentor               | Estats Units  | Entrenament                    | 5         |        |        |        |
| Cessna 205                           | Estats Units  | Entrenament                    | 1         |        |        |        |
| Helicòpters                          |               |                                |           |        |        |        |
| Westland Sea King HAR-3              | Regne Unit    | Helicòpter de reçerca i rescat | 9         |        |        |        |
| Mil Mi-8                             | Rússia        | Helicòpter de transport        | 3         |        |        |        |
| Bell 212                             | Estats Units  | Helicòpter polivalent          | 5         |        |        |        |
| Bell 206                             | Estats Units  | Helicòpter polivalent          | 4         |        |        |        |
| Enstrom F-28                         | Estats Units  | Helicòpter d'entrenament       | 6         |        |        |        |

## Armament

### Míssils
- Exocet MM-40 Block III - Antivaixell / Superficie-Superficie.
- Exocet AM-39 Block I - Antivaixell / Aire-Superfície.
- Exocet MM-38 - Antivaixell / Superfície-Superfície.
- Otomat Mk 2 Block III - Antivaixell / Superfície-Superfície
- Aspide 1A - Antiaèri Superfície-Aire.

### Torpedes
- A-184 533mm pesant
- A-244 324mm lleuger
- SST-4 Mod 0 533mm pesant
- SUT-264 pesant

## Infanteria de Marina

### Vehicles i equipament
- 32 Vehicles blindats LAV-II (8x8) per a la Brigada Expedicionària Amfíbia (BEA)[6]
- Transport blindat de personal BMR 600
- Kia KM-420 jeep
- Obus 122 mm howitzer
- Morters Soltam de 120mm

### Ordre de batalla de la infanteria de marina
Infanteria de marina
- Batalló d'infanteria de Marina Núm. 1 "Guarnició de Marina" (BIM-1)
- Batalló d'infanteria de Marina Núm. 2 "Guardia Chalaca" (BIM-2)
- Batalló de comandos
- Batalló de vehicles Tàctics Núm.1
- Batalló de vehicles Tàctics Núm.2
- Agrupament de suport de Combat

Infanteria de selva
- Batalló d'infanteria de Marina de Selva Núm. 1 "Tinent Segon Raúl Riboty Villalpando" (BIMSE-1)
- Batalló d'infanteria de Marina de Selva Núm. 2 "Tinent Primer Sergio Gonzales Quevedo" (BIMSE-2)

Cos Històric de la infanteria de Marina
- Companyia Juan Fanning

### Ordre de batalla de les unitats d'operacions especials
- Grup d'operacions Especials Nord
- Grup d'operacions Especials Centre
- Grup d'operacions Especials Nord-Orient
- Grup de Salvament
- BAP Unanue AMB-160